# Living for the City
„Living for the City” – piosenka amerykańskiego muzyka Stevie Wondera, pochodząca z jego wydanego w 1973 roku albumu Innervisions. Uplasowała się ona na pozycji #8 Billboard Hot 100, a także na miejscu #1 Hot R&B/Hip-Hop Songs. 
W 2004 utwór został sklasyfikowany na 104. miejscu listy 500 utworów wszech czasów magazynu Rolling Stone.

## Covery
Własne wersje piosenki nagrało bardzo wielu artystów, wśród których byli:
- Ray Charles nagrał piosenkę w 1975 roku.
- W 1982 roku brytyjski heavymetalowy zespół Gillan wydał utwór na albumie Magic.
- Danny Bowes i Luke Morley wydali piosenkę na płycie Mo's Barbeque.
- Ian Gillan
- Pianista jazzowy Ramsey Lewis wydał instrumentalną wersję „Living for the City” na albumie Sun Goddess w 1974 roku.
- Połączenie „Living for the City” i utworu The O’Jays „For the Love of Money” nagrał zespół Troop, a także LeVert i Queen Latifah. Połączenie wykorzystane zostało również w filmie Mario Van Peeblesa New Jack City w 1991 roku.
- Piosenka pojawiła się w filmie Jungle Fever Spike’a Lee.
- Jonny Lang wykonał utwór w hołdzie Wonderowi w 2004 roku podczas ceremonii rozdania nagród Songwriters Hall of Fame. Inna wersja pojawiła się na jego albumie Long Time Coming.
- Zespół The Dirtbombs wydał „Living for the City” na płycie Ultraglide in Black.
- Ike & Tina Turner
- Alicia Keys wykonała część „Living for the City” podczas występu w ramach Live Earth 7 lipca 2007 roku.
- Jazzowy skrzypek Noel Pointer wydał utwór na swoim debiutanckim albumie Phantazia w 1977 roku.
- Michael McDonald kilkakrotnie wykonywał „Living for the City” podczas swoich koncertów.
- Grupa Toto wydała piosenkę w 2002 roku na płycie Through the Looking Glass.
- Piosenka Wu-Tang Clan „The City” kojarzona jest z „Living for the City”, mimo iż ma inną melodię oraz tekst.